# 21714 Geoffreywoo
21714 Geoffreywoo este un asteroid din centura principală de asteroizi.

## Descriere
21714 Geoffreywoo este un asteroid din centura principală de asteroizi. A fost descoperit pe 8 septembrie 1999 la Socorro, New Mexico, în cadrul proiectului LINEAR. Asteroidul prezintă o orbită caracterizată de o semiaxă mare de 2,90 ua, o excentricitate de 0,03 și o înclinație de 11,8° în raport cu ecliptica.